# Partenope

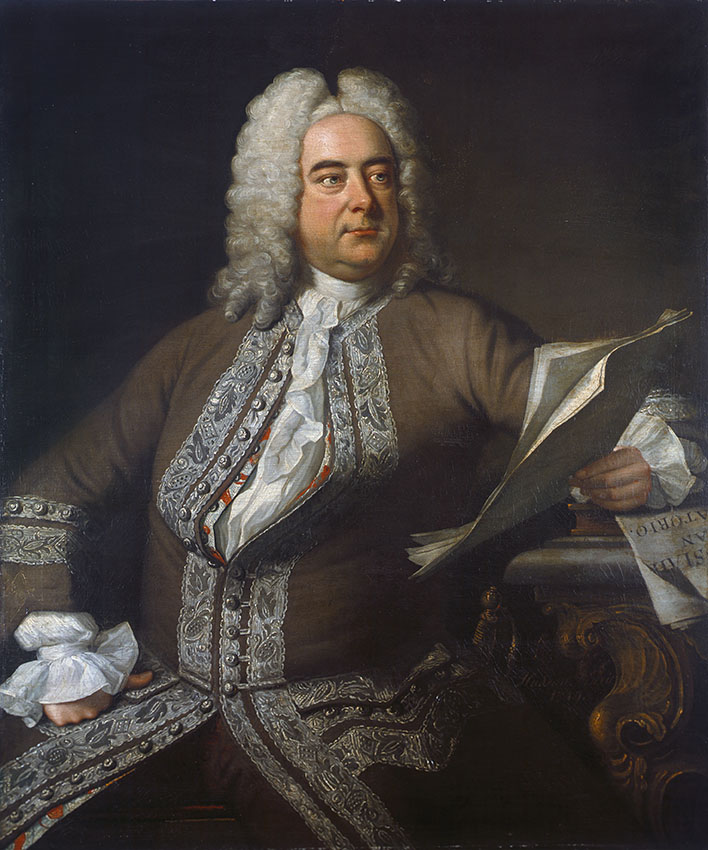
direita\Georg Friedrich Händel

Partenope (HWV 27) é uma ópera em três atos do compositor alemão (naturalizado britânico) Georg Friedrich Händel (1685-1759). Sua estreia se deu no King's Theatre de Londres, em 24 de fevereiro de 1730. O libreto é uma adaptação anônima do texto original de Silvio Stampiglia (1664-1725), escrito em 1699. O libreto de Stampiglia foi musicado diversas vezes anteriormente, inclusive por Caldara (1671?-1636), para o carnaval de Veneza de 1708. Händel provavelmente teve contato com essa ópera na Itália por volta de 1710, antes de sua mudança definitiva para a Inglaterra. Vivaldi também musicou o texto em sua ópera Rodelinda Fedele (RV 731) de 1738.
Desde a criação da Royal Academy of Music em 1720, Händel havia adotado em suas óperas enredos de caráter heroico, em sintonia com a orientação  daquela instituição. Com Partenope, Händel rompe, ainda que apenas temporariamente, com a tradição da ópera séria adotada nos seus trabalhos anteriores,  em Londres. Um possível exceção foi Flavio, re de' Longobardi (HWV 16, 1723). Händel havia proposto o libreto de Partenope à Royal Academy of Music em 1726, mas o texto foi considerado frívolo e acabou sendo rejeitado. 
Apesar dessas críticas, a ópera teve boa aceitação em seu tempo, tendo sido encenada  no King's Theatre por dezoito vezes, em duas temporadas  (fevereiro e dezembro de 1730) e em uma temporada no Covent Garden (1737). Na Alemanha, Partenope foi encenada em Brunswick (1731). Nos dois anos seguintes, foi remontada na mesma cidade e também  no castelo do Salzdahlum (residência de verão de  Elisabeth Christine von Braunschweig-Wolfenbüttel) e em Wolfenbüttel. Em junho de 1733, foi ainda encenada em Hamburgo durante o casamento do futuro Frederico, o Grande. Uma versão com texto em alemão foi apresentada vinte e duas vezes em Hamburgo, entre 1733 e 1736. 
Dean  afirma que Händel completou a partitura em 6 de fevereiro de 1730, poucos dias antes da estreia no King's Theatre. O mesmo autor observa que Partenope é a única ópera londrina de Händel, à exceção de Rodelinda (HWV 19, 1719), cujo título traz o nome de uma heroína e não de um herói. As personagens femininas encobrem suas contrapartes masculinas, e a densidade psicológica das relações entre os sexos tira muito do caráter de comédia da ópera. Partenope estreou em Viena, em 1792, apenas dois meses depois da morte de Mozart, cuja influência é, segundo a crítica, é notada não apenas nos primeiros compassos da abertura mas também na predominância dos  ensembles sobre as árias de solo.

## Personagens e vozes
| Personagem                          | Tipo vocal    | Elenco de estreia, 24 de fevereiro de 1730 |
| ----------------------------------- | ------------- | ------------------------------------------ |
| Partenope, Rainha de Nápoles        | Soprano       | Anna Maria Strada del Pò                   |
| Arsace, Príncipe de Corinto         | Alto Castrato | Antonio Bernacchi                          |
| Armindo, Príncipe de Rodes          | Contralto     | Francesca Bertolli                         |
| Emilio, Príncipe de Cumas           | Tenor         | Annibale Pio Fabri                         |
| Rosmira/Eurimene Princesa de Chipre | Contralto     | Antonia Merighi                            |
| Ormonte                             | Baixo         | Johann Gottfried Reimschneider             |

## Sinopse
Partenope, filha de Eumelius, rei de Phera, na Tessália, deixa sua terra natal e se torna fundadora e rainha de Nápoles. Arsace, príncipe de Corinto, e Armindo, príncipe de Rodes, são ambos pretendentes à mão de Partenope. Arsace, declaradamente e Armindo, em segredo. Um terceiro príncipe, Emilio de Cumas, está em guerra contra Nápoles e contra Partenope. De início, Partenope mostra-se atraída por Arsace. Mas ela não sabe que ele havia abandonado Rosmira, princesa de Chipre. Esta, disfarçada de homem com o nome de Eurimene, tenta reconquistar Arsace e incentiva Armindo a declarar seu amor por Partenope. Na batalha contra Cumas, Armindo salva Partenope e Arsace captura Emilio. Rosmira, disfarçada de Eurimene, acusa Arsce de infiel e de ter abandonado a princesa de Chipre e o desafia para um duelo. Ao saber da infidelidade de Arsace, Partenope o rejeita e se volta para Armindo. Rosmira tem um momento em que vascila ao ver Arsace dormindo antes do duelo, mas se mantém firme no propósito do combate. Mas a identidade de Rosmira/Eurimene é revelada quando Arsace exige que ambos combatam com os peitos nus. No final feliz tradicional, todos se reconciliam.